# ViennAgglo
Pour les articles homonymes, voir Viennois (homonymie).
ViennAgglo, anciennement communauté d'agglomération du Pays Viennois, est une ancienne communauté d'agglomération française, située principalement dans le département de l'Isère (avec une commune du Rhône), en région Auvergne-Rhône-Alpes. Elle était constituée de 18 communes.

## Histoire
À l'origine le district de Vienne regroupait 7 communes : Sainte-Colombe, Saint-Romain-en-Gal, Saint-Cyr-sur-le-Rhône, Seyssuel, Pont-Évêque, Reventin-Vaugris et Vienne.
Le 1er janvier 2002, la communauté d'agglomération du Pays Viennois est créée. Elle regroupe 18 communes dont 17 font partie du département de l'Isère.
Courant 2011, la Communauté d'agglomération du Pays Viennois prend officiellement le nom de « ViennAgglo ». Celle-ci rejoint le Pôle métropolitain en 2012.
En 2017, des discussions sont ouvertes avec la communauté de communes de la Région de Condrieu (CCRC) pour engager un rapprochement volontaire entre les deux établissements publics de coopération intercommunale. Le 24 avril 2017, un arrêté interpréfectoral de projet de périmètre de la nouvelle communauté d’agglomération est pris. Au cours de l'été suivant, l'ensemble des conseils municipaux et les deux conseils communautaires des EPCI approuvent l’arrêté interpréfectoral ainsi que les statuts de la nouvelle communauté d’agglomération qui est créée au 1er janvier 2018 sous le nom de Vienne Condrieu Agglomération et qui comprend également la commune de Meyssiez.

## Composition
La communauté d'agglomération comprenait 17 communes situées dans l'Isère et une, Saint-Romain-en-Gal, dans le Rhône :
| Nom                    | Code Insee | Gentilé         | Superficie (km2) | Population (dernière pop. légale) | Densité (hab./km2) |
| ---------------------- | ---------- | --------------- | ---------------- | --------------------------------- | ------------------ |
| Vienne (siège)         | 38544      | Viennois        | 22,65            | 29 096 (2014)                     | 1 285              |
| Chasse-sur-Rhône       | 38087      | Chassères       | 7,91             | 5 772 (2014)                      | 730                |
| Chonas-l'Amballan      | 38107      | Chonarins       | 7,41             | 1 623 (2014)                      | 219                |
| Chuzelles              | 38110      | Chuzellois      | 13,03            | 2 014 (2014)                      | 155                |
| Les Côtes-d'Arey       | 38131      | Côtarins        | 24,31            | 1 961 (2014)                      | 81                 |
| Estrablin              | 38157      | Estrablinois    | 20,69            | 3 278 (2014)                      | 158                |
| Eyzin-Pinet            | 38160      | Eyzinois        | 28,44            | 2 187 (2014)                      | 77                 |
| Jardin                 | 38199      | Jardinois       | 9,25             | 2 211 (2014)                      | 239                |
| Luzinay                | 38215      | Luzinaisards    | 18,96            | 2 208 (2014)                      | 116                |
| Moidieu-Détourbe       | 38238      | Moidillards     | 18,04            | 1 827 (2014)                      | 101                |
| Pont-Évêque            | 38318      | Épiscopontains  | 8,76             | 5 181 (2014)                      | 591                |
| Reventin-Vaugris       | 38336      | Reventinois     | 18,40            | 1 785 (2014)                      | 97                 |
| Saint-Romain-en-Gal    | 69235      | Romanères       | 13,39            | 1 777 (2014)                      | 133                |
| Saint-Sorlin-de-Vienne | 38459      | Saint-Sorlinois | 9,94             | 854 (2014)                        | 86                 |
| Septème                | 38480      | Septèmois       | 21,55            | 1 964 (2014)                      | 91                 |
| Serpaize               | 38484      | Serpaizans      | 11,71            | 1 752 (2014)                      | 150                |
| Seyssuel               | 38487      | Seyssuellois    | 9,75             | 1 978 (2014)                      | 203                |
| Villette-de-Vienne     | 38558      | Villettois      | 11,03            | 1 756 (2014)                      | 159                |

## Compétences

### Compétences obligatoires
- Développement économique
- Aménagement de l’espace communautaire
- Équilibre social de l’habitat
- Politique de la ville
- Accueil des gens du voyage
- Collecte et traitement des déchets des ménages et déchets assimilés

### Compétences optionnelles
- Création ou aménagement et entretien de voirie d’intérêt communautaire
- Création ou aménagement et gestion de parcs de stationnement d’intérêt communautaire       Protection et mise en valeur de l’environnement et du cadre de vie
- Construction, aménagement, entretien et gestion d’équipements culturels et sportifs d’intérêt communautaire
- Assainissement 

### Compétences facultatives
- Aménagement du territoire
- Environnement
- Transports et déplacements
- Développement touristique
- Rayonnement communautaire
- Sécurité et hygiène
- Technologies de l’information et de la communication
- Action sociale d’intérêt communautaire
- Autres domaines

### Sources
- Site officiel de la communauté d'agglomération